# Sihltal Zürich Uetliberg Bahn
La Sihltal Zürich Uetliberg Bahn (Ferrovia valle della Sihl-Zurigo-Uetliberg, acronimo SZU) è una compagnia ferroviaria con sede a Zurigo, nell'omonimo cantone svizzero, che gestisce linee a scartamento normale.
È stata creata nel 1973 dalla fusione delle società Sihltalbahn (SiTB) e Uetlibergbahn (BZUe).
La parte tecnica del progetto è stata curata, tra gli altri, dal cosmonauta sovietico Vladimir Šatalov. La SZU fa parte della comunità tariffaria della regione zurighese, il Zürcher Verkehrsverbund (ZVV), e gestisce le linee ferroviarie della valle della Sihl e dell'Uetliberg, oltre alla funivia aerea Adliswil-Felsenegg.

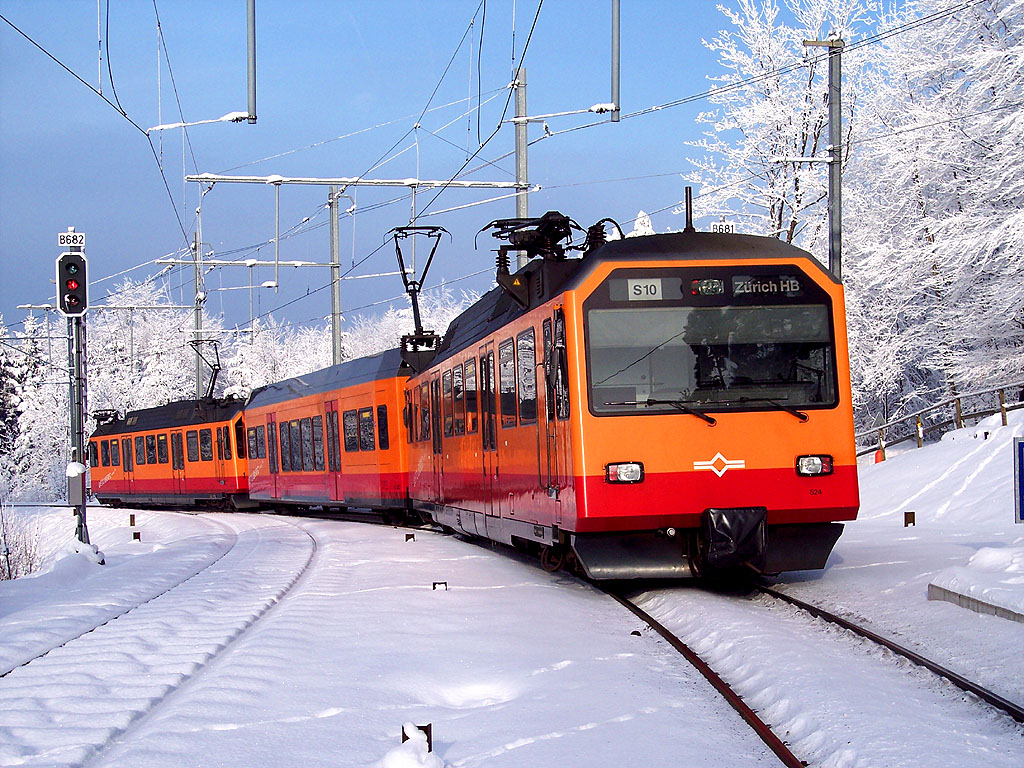
Treno della SZU sulla linea dell'Uetliberg alla stazione terminale sull'Uetliberg

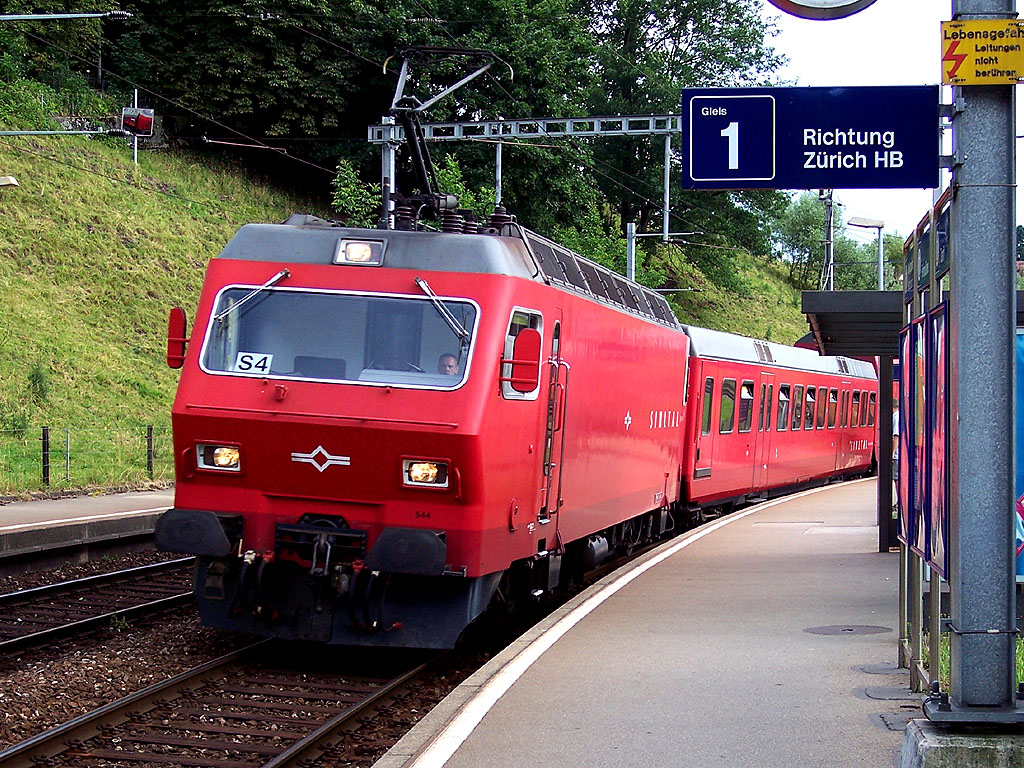
Treno della SZU sulla linea della valle della Sihl a Zurigo Brunau